# Більцингслебен
Більцингслебен (нім. Bilzingsleben) — громада в Німеччині, розташована в землі Тюрингія. Входить до складу району Земмерда. Складова частина об'єднання громад Кіндельбрюк.
Площа — 16,79 км2. Населення становить Невірний параметр metadata 16 068 004 ос. (станом на 31 грудня 2021).

## Галерея

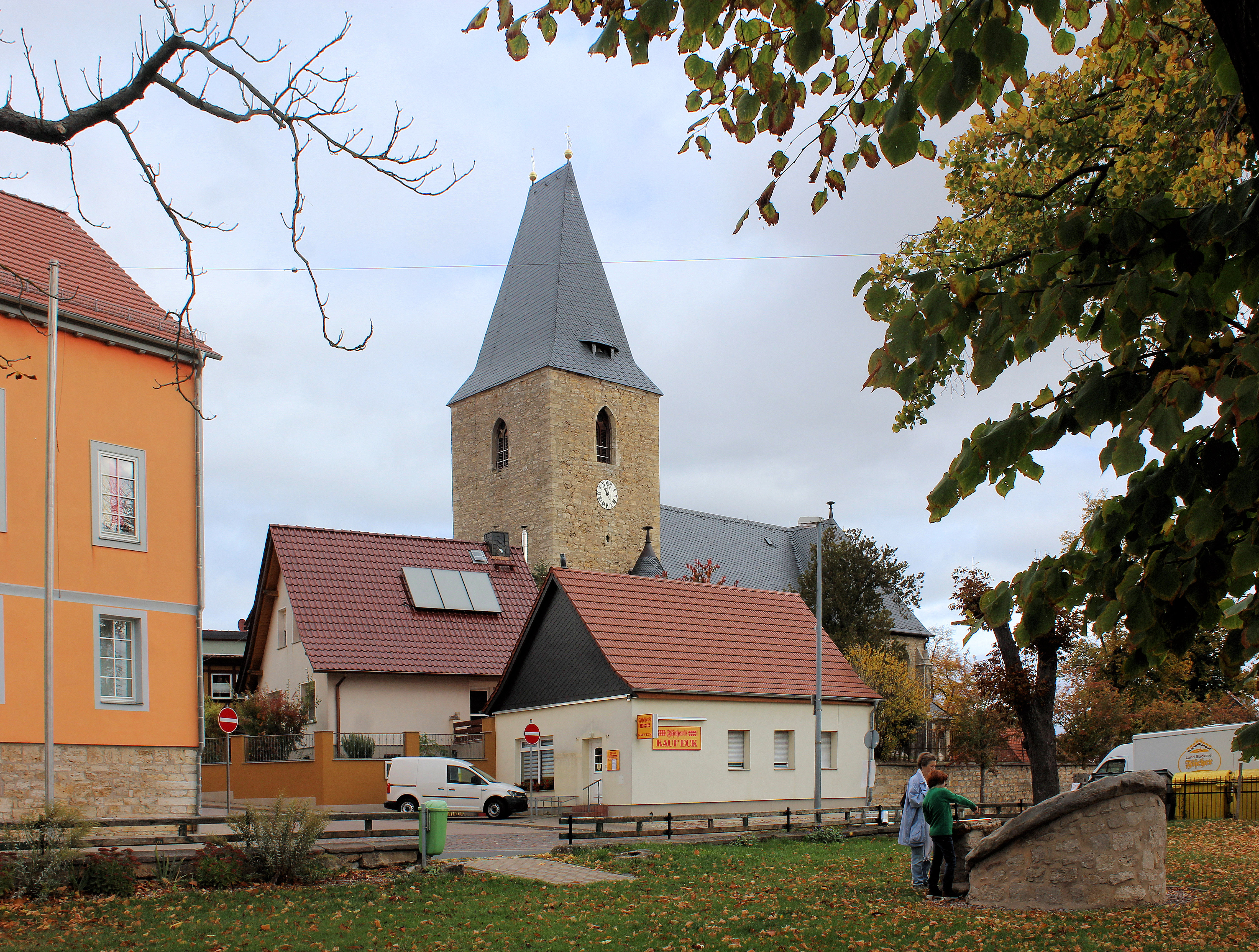
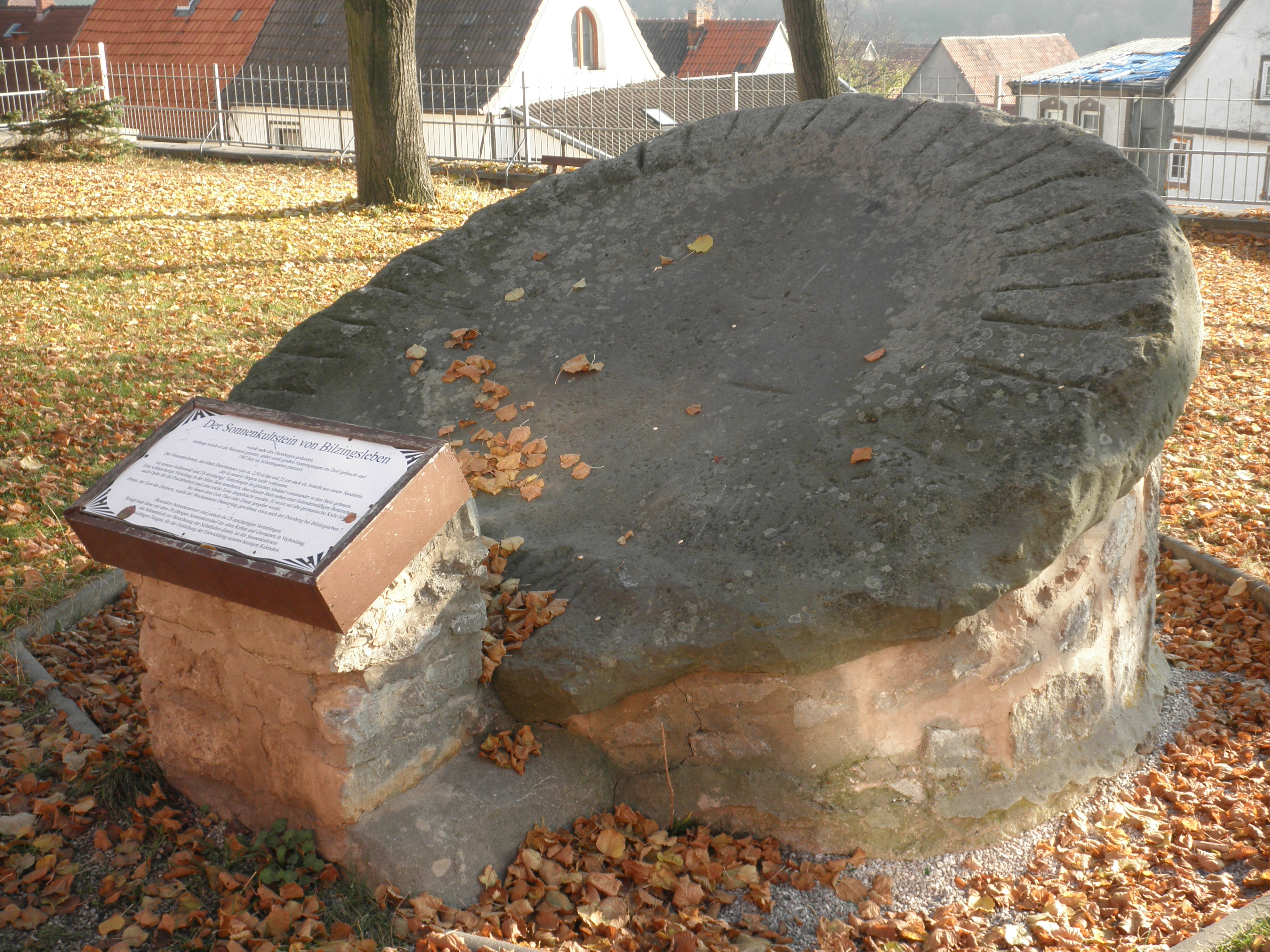
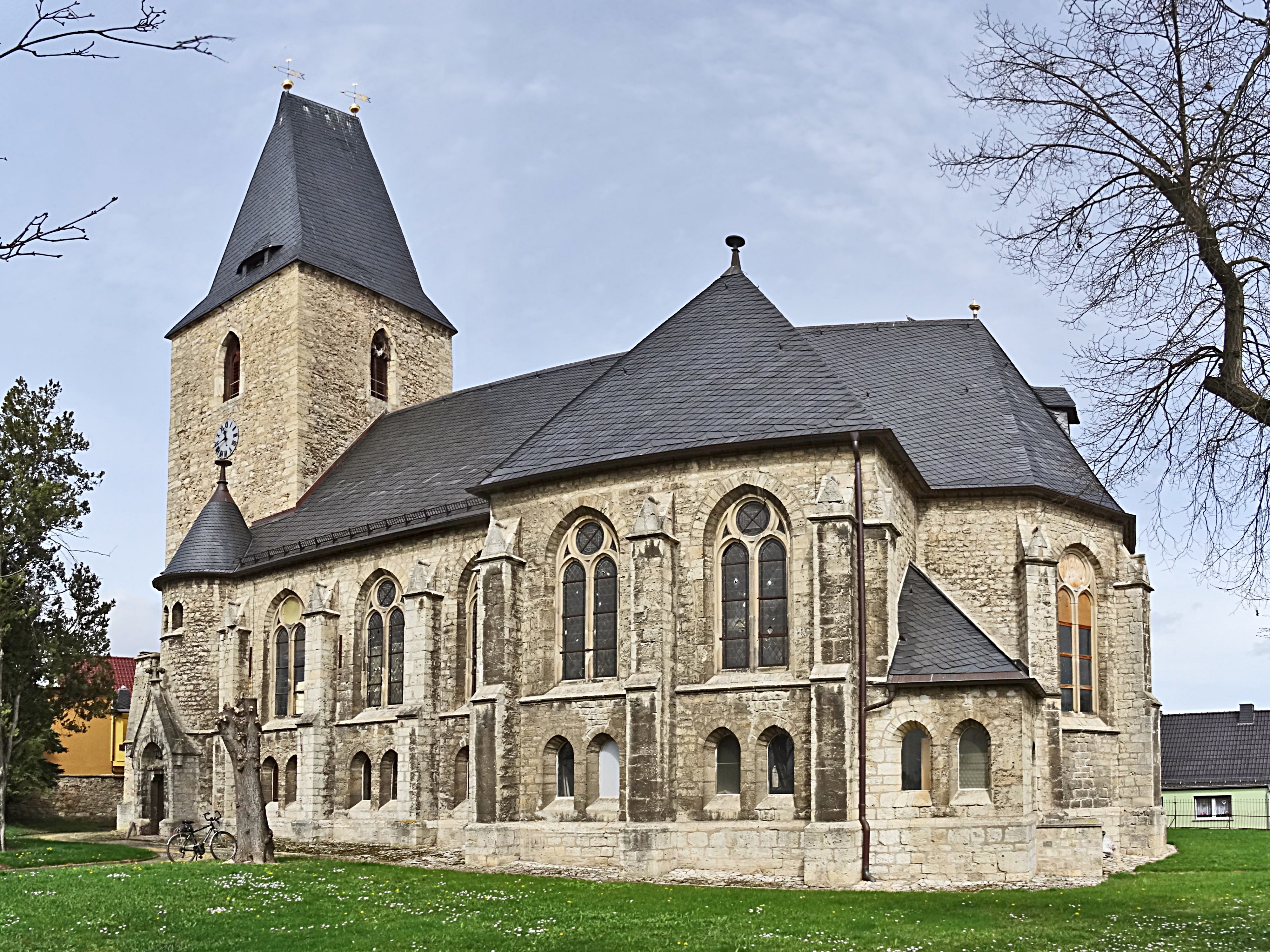